# Boom bap
Boom bap es un subgénero y estilo de producción musical que se destacó en la Costa Este durante la época dorada del hip hop desde finales de los 80's hasta principios de los 90's.
El término "boom bap" es una onomatopeya que representa los sonidos utilizados para el bombo y la caja, respectivamente. El estilo generalmente se reconoce por un loop de batería principal que utiliza un muestreo de bombo acústico contundente en los tiempos fuertes, un muestreo de caja acústica ágil en los tiempos fuertes y una mezcla de audio "in your face" que enfatiza el bucle de batería, y la combinación bombo-caja en particular.
Hubo y hay destacados artistas de hip hop que incorporaron "boom bap" en su música incluyendo a Craig Mack, Run-DMC, Nas, LL Cool J, Gang Starr,  KRS-One, Mobb Deep, RA the Rugged Man, Boot Camp Clik, Griselda Records, Wu-Tang Clan, Jay-Z, Common, A Tribe Called Quest y The Notorious BIG.
Algunos productores musicales fueron clave en el desarrollo del Boom Bap, como por ejemplo DJ Premier, Easy Mo Bee, Large Professor, Pete Rock, Marley Marl, J Dilla, Statik Selektah, RZA, Q-Tip, The Alchemist, Black Milk, Apollo Brown, 9th Wonder, Havoc, Da Beatminerz, Buckwild, Lord Finesse, Diamond D y Showbiz.

## Historia
El término boom bap se originó en 1984 cuando T La Rock lo utilizó para describir el ritmo del bombo y la caja en la canción "It's Yours". T La Rock dijo que usaba las palabras "boom bap" para imitar el sonido del ritmo cuando tocaban el bombo y la caja respectivamente. Esta fue la primera expresión onomatopéyica registrada del ritmo. Más tarde, el término se convirtió en un nombre universal para el subgénero del hip hop en su conjunción. DJ Premier sugirió que boom bap existía antes de la producción de "It's Yours". Afirma que el término fue utilizado por la comunidad hip-hop en general como un término para describir todo el hip hop y el ritmo que se produce para él. El subgénero se hizo cada vez más conocido cuando KRS-One lanzó un álbum bajo el título Return of the Boom Bap. El éxito del álbum popularizó el término boom bap.

### Desarrollo del estilo
Las canciones que originalmente fueron  producidas dentro del subgénero del boom bap, utilizaron sonidos reales, hechos en batería, de los bombos y las cajas de los tambores o muestreos de discos de vinilo. Originalmente, la atención se centró en la simplicidad del ritmo que se producía al tocar la batería, mientras que en desarrollos posteriores del subgénero, se utilizaron samplers electrónicos y creadores de ritmos para generar un ritmo icónico. Lo importante era que la simplicidad se mantuviera notoria para que la voz sonara de manera más cruda dentro del beat. Con el tiempo, se agregaron más instrumentos de percusión para aumentar la complejidad del ritmo. Algunos ejemplos de instrumentos de percusión incluidos fueron maracas, panderetas, bongós y cencerros. Los programadores musicales utilizaron sintetizadores de muestreo digital para crear capas más complejas de sonidos muestreados y ritmos de batería de varias capas. El artista original reconocido por la industria del hip hop como el primero en experimentar con estos muestreos en boom bap fue DJ Marley Marl. El objetivo principal de usar instrumentos electrónicos para la producción de la música era eliminar la tediosa repetición del ritmo en el proceso creativo a la hora de crear una canción. Esto permitió a los artistas concentrarse más en sus letras y en el significado que intentaban transmitir.

### Productores notables
DJ Premier y Pete Rock se ganaron una fama destacable por haber sido los primeros en explotar el género del boom bap dentro de sus producciones. Los productores y artistas que utilizan el boom bap como género principal, alegan que la importancia de este ritmo se basa en la crudeza y aspereza con que la voz de un rapero suena dentro del mismo ritmo. Boom bap era conocido por su popularidad en la costa este de los EE. UU. y, en particular, por sus raíces en Nueva York. Mientras que la escena del hip hop de la costa oeste mostraba elementos de suavidad, la costa este y el boom bap se centraban en bordes duros y ritmos fuertes. Estos artistas en particular fueron pioneros en el subgénero al enfocarse en los elementos toscos de un ritmo simple y un fuerte enfoque en las letras que impactaran de alguna forma positiva en las revoluciones sociales.